# ワイヤー・ルーム
『ワイヤー・ルーム』（原題：Wire Room）は、2022年のアメリカ合衆国のアクション映画。
監督はマット・エスカンダリ、主演はケヴィン・ディロンとブルース・ウィリスが務めた。

## キャスト
※括弧内は日本語吹替
- ジャスティン・ローザ - ケヴィン・ディロン（藤真秀）
- シェーン・ミューラー - ブルース・ウィリス（樋浦勉）
- エディー・フリン - オリヴァー・トレヴェナ（山本兼平）
- ピーター・ロバーツ - テキサス・バトル（藤田幹彦）
- マイク・アクスム - キャメロン・ダグラス（今井麻夏）
- ノア・ホルボロー - シェルビー・コッブ（東城日沙子）